# Henry Morselli
Enrico "Henry" Agostino Morselli (1852-1929) fue un médico e investigador psíquico italiano. 
Morselli fue profesor en la Universidad de Turín. Es conocido por la publicación de su influyente libro Suicide: An Essay on Comparative Moral Statistics (Suicidio: Un Ensayo en las estadísticas morales comparativas) (1881), alegando que el suicidio fue principalmente el resultado de la lucha por la vida y la naturaleza del proceso evolutivo.
Según Edward Shorter "Morselli es conocido fuera de Italia por haber acuñado el término de Trastorno dismórfico corporal. En Italia, es conocido por un gran libro de texto de psiquiatría: A Guide to the Semiotics of Mental Illness (Una guía para la Semiótica de la Enfermedad Mental)."
Morselli fue un eugenicista y algunos de sus escritos han sido vinculados al Racismo científico. Morselli también estaba interesado en la mediumnidad y la investigación psíquica. Estudió a la médium Eusapia Palladino y concluyó que algunos de sus fenómenos eran auténticos.

## Obras
Ciencia
- Suicide: An Essay on Comparative Moral Statistics (1881)
- A Guide to the Semiotics of Mental Illness (Manuale di semeiotica delle malattie mentali) (1895)

Investigación psíquica
- Morselli, E. (1907). Eusapia Paladino y la Autenticidad de sus Fenómenos. Anales de la Ciencia Psíquica 5: 319-360, 399-421.
- Morselli, E. (1908). Psicologia e "Spiritismo": Impressioni e Nota Critiche sui Fenomeni Medianici di Eusapia Palladino (2 vols). Turín: Fratelli Bocca.